# Zosis costalimae
Zosis costalimae là một loài nhện trong họ Uloboridae.
Loài này thuộc chi Zosis. Zosis costalimae được Cândido Firmino de Mello-Leitão miêu tả năm 1917.